# Ernst Nobs
Ernst Nobs (Seedorf, 14 de julio de 1886 – Meilen, 13 de marzo de 1957) fue un político suizo, miembro del Partido Socialista (PS).
Fue Consejero Federal de 1944 a 1951 y Presidente de la Confederación Suiza en 1949.

## Biografía
Hijo de un sastre, pasó su infancia en Grindelwald, en un entorno familiar modesto. Entre 1902 y 1906 estudió Magisterio en Hofwil y Berna, y entre 1906 y 1912 trabajó de maestro en Wynau y Ostermundigen.
Se afilió al Partido Socialista (PS) y entre 1911 y 1912 fue miembro del comité directivo de la sección cantonal del PS de Berna. En 1912 dejó de trabajar como maestro y se hizo periodista. Trabajó como redactor en varios periódicos socialistas, como el Freie Innerschweiz de Lucerna y el Volksstimme de San Galo. En 1915 fue nombrado redactor jefe de uno de los diarios socialistas más importantes, el Volksrecht de Zúrich. En 1916 fue elegido concejal de la ciudad de Zúrich por el PS, cargo que ocupó hasta 1933.
El 8 de noviembre de 1918, en vísperas de la huelga general convocada en Suiza, se interceptaron conversaciones telefónicas mantenidas entre Robert Grimm y Ernst Nobs, así como entre otros participantes. En 1919 un tribunal militar lo condenó a cuatro meses de prisión por su participación en la huelga, y también aquel mismo año fue elegido miembro del Consejo Nacional. Tras dimitir del Ayuntamiento de Zúrich en 1933, en 1935 fue elegido miembro del Consejo de Gobierno del cantón de Zúrich, donde dirigió los departamentos de Interior y Justicia (1935-1938) y de Economía (1938-1942). Abandonó este cargo en 1942, cuando fue elegido para suceder a Emil Klöti como alcalde de Zúrich.
Tras las elecciones al Consejo Nacional de otoño de 1943, el PS pasó a ser el mayor grupo parlamentario y reclamó el escaño que dejaba vacante el PRD tras la dimisión anunciada de Ernst Wetter. El 15 de diciembre de 1943, Ernst Nobs se convirtió en el primer socialista en ser elegido miembro del Consejo Federal.
El 1 de enero de 1944 asumió la dirección del Departamento Federal de Finanzas y Aduanas. Fue Vicepresidente del Consejo Federal en 1948 y Presidente de la Confederación en 1949. En 1950, su reforma financiera fracasó ante la oposición conjunta de los partidos burgueses y la izquierda. El 13 de noviembre de 1951 comunicó que abandonaría el cargo el 31 de diciembre de aquel año por motivos de edad.
Tras su jubilación, fue miembro del Comité Internacional de la Cruz Roja (1952-1957) y presidente del consejo de administración del Fondo de Compensación AVS (1952-1957). Falleció en 1957 en Meilen. Sus restos mortales reposan en el cementerio Manegg de Zúrich.

## Homenajes

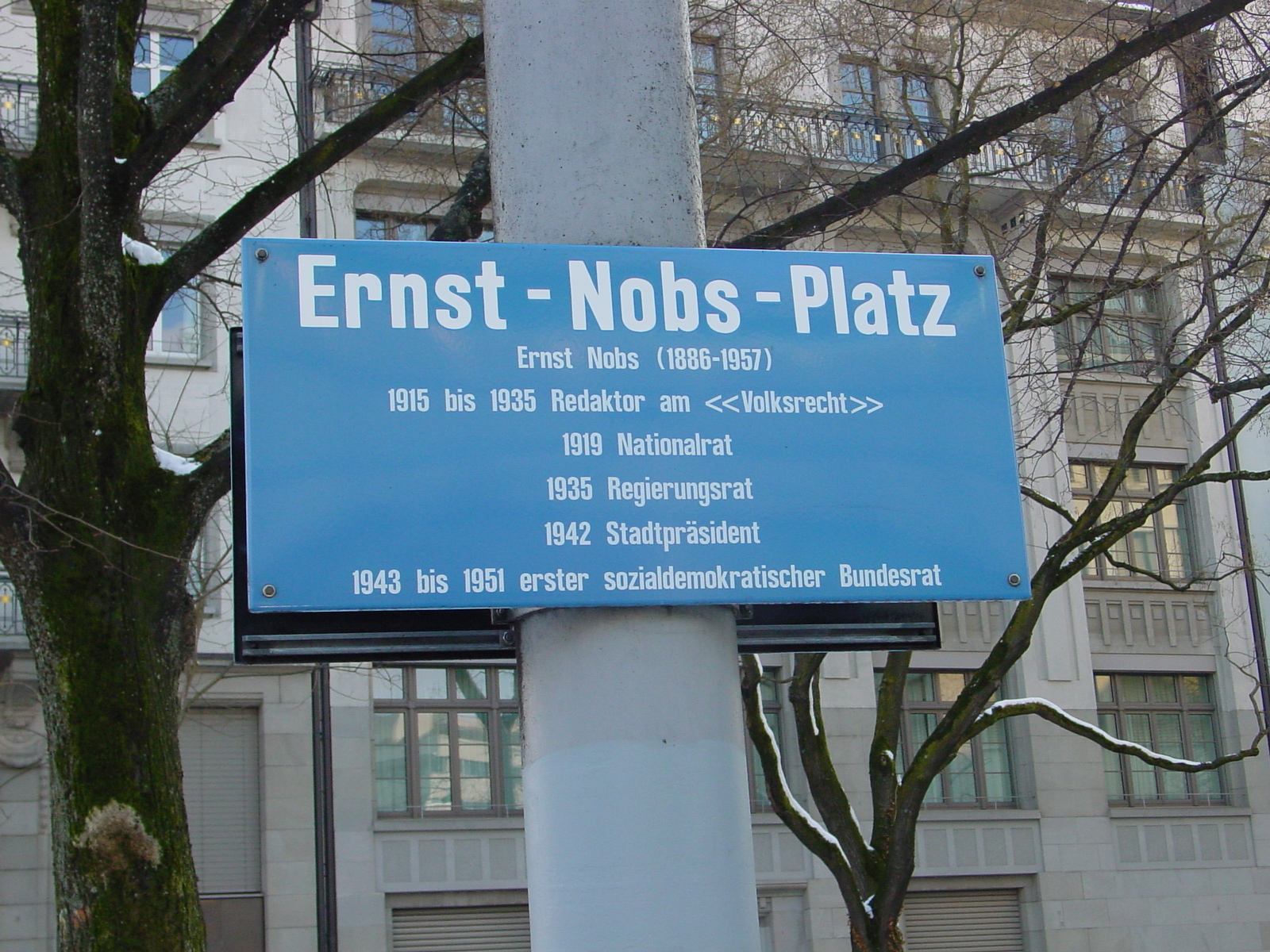
La Ernst-Nobs-Platz de Zúrich

El 17 de diciembre de 2003, la ciudad de Zúrich cambió el nombre de la antigua Stauffacherplatz por el de Ernst-Nobs-Platz.